# Rob Muffels
Rob Frederik Muffels (Elmshorn, 8 de diciembre de 1994) es un deportista alemán que compite en natación, en la modalidad de aguas abiertas.
Ganó cuatro medallas en el Campeonato Mundial de Natación, en los años 2015 y 2019, y seis medallas en el Campeonato Europeo de Natación entre los años 2011 y 2021.

## Palmarés internacional
| Campeonato Mundial | Campeonato Mundial      | Campeonato Mundial | Campeonato Mundial |
| Año                | Lugar                   | Medalla            | Prueba             |
| ------------------ | ----------------------- | ------------------ | ------------------ |
| 2015               | Kazán (Rusia)           | Medalla de oro     | Equipo mixto       |
| 2015               | Kazán (Rusia)           | Medalla de plata   | 5 km               |
| 2019               | Gwangju (Corea del Sur) | Medalla de oro     | Equipo mixto       |
| 2019               | Gwangju (Corea del Sur) | Medalla de bronce  | 10 km              |
| Campeonato Europeo |                         |                    |                    |
| Año                | Lugar                   | Medalla            | Prueba             |
| 2011               | Eilat (Israel)          | Medalla de plata   | Equipo mixto       |
| 2014               | Berlín (Alemania)       | Medalla de plata   | 5 km               |
| 2014               | Berlín (Alemania)       | Medalla de bronce  | Equipo mixto       |
| 2016               | Hoorn (Países Bajos)    | Medalla de plata   | Equipo mixto       |
| 2018               | Glasgow (Reino Unido)   | Medalla de bronce  | 10 km              |
| 2021               | Budapest (Hungría)      | Medalla de plata   | Equipo mixto       |